# Divizia 17 Infanterie (1916-1918)
Divizia 17 Infanterie a fost o mare unitate de nivel tactic care s-a constituit la 27 august 1916, prin transformarea Comandamentului capului de pod Turtucaia în comandament de tip divizie.:Anexa 10, p. 9
Divizia  a făcut parte din organica Armatei 3. La intrarea în război, Divizia 17 Infanterie a fost comandată de generalul de brigadă Constantin Teodorescu. Divizia a participat la acțiunile militare pe frontul românesc, în două perioade: între 14/27 august 1916 – 24 august/6 septembrie 1916 și 1/13 noiembrie 1916 – 20 decembrie 1916/3 ianuarie 1917.

## Ordinea de bătaie la mobilizare
Divizia 17 Infanterie nu era prevăzută a se înființa la mobilizare. La declararea mobilizării, la 27 august 1916, Marele Cartier General a decis ca trupele aflate în capul de pod Turtucaia să fie constituite într-o divizie de infanterie de sine stătătoare, în subordinea directă a Armatei 3, comandată de generalul de divizie Mihail Aslan.
Ordinea de bătaie a diviziei era următoarea:

- Divizia 17 Infanterie

- Brigada 18 Infanterie

- Regimentul 36 Infanterie
- Regimentul 76 Infanterie

- Brigada 39 Infanterie

- Regimentul 79 Infanterie
- Batalionul IV/Regimentul 40 Infanterie
- Batalionul IV/Regimentul 75 Infanterie
- Batalionul IV/Regimentul 80 Infanterie

- Batalionul de miliții Buzău
- Batalionul de miliții Prahova
- Batalionul de miliții Vasile Lupu
- Batalionul de miliții Mircea

- 2 baterii din Regimentul 3 Artilerie

- 2 baterii din Regimentul 5 Obuziere
- 2 baterii de 53 mm
- 21 baterii de poziție

## Reorganizări pe perioada războiului
După înfrângerea din  Bătălia de la Turtucaia, Divizia 17 Infanterie a fost capturată iar personalul făcut prizonier. Marele Cartier General a decis desființarea ei la 24 august/6 septembrie 1916. Divizia a fost reînființată 1/13 noiembrie 1916 – sub comanda colonelului Constantin Neculcea, funcționând până la 20 decembrie 1916/3 ianuarie 1917, când a fost desființată definitiv. În perioada noiembrie-decembrie 1916, divizia a avut următoarea ordine de bătaie::p. 193
- Divizia 17 Infanterie

- Regimentul 1 combinat

- Batalionul IV/Regimentul 16 Infanterie
- Batalionul IV/Regimentul 15 Infanterie
- Batalionul IV/Regimentul 27 Infanterie

- Regimentul 2 combinat

- Batalionul IV/Regimentul 75 Infanterie
- Batalionul IV/Regimentul 79 Infanterie

- Regimentul 56 Infanterie
- Regimentul 28 Artilerie
- 1 divizion din Regimentul 7 Artilerie
- 1 divizion din Regimentul 5 Obuziere
- Escadron de cavalerie

## Comandanți
Pe perioada desfășurării Primului Război Mondial, Divizia 17 Infanterie a avut următorii comandanți:
| Gradul             | Numele                | Perioada                             | Imagine |
| ------------------ | --------------------- | ------------------------------------ | ------- |
| General de brigadă | Constantin Teodorescu | 15 august 1916 - 24 august 1916      |         |
| Colonel            | Constantin Neculcea   | 1 noiembrie 1916 - 14 decembrie 1916 |         |